# Плумерия
Плумерия (Plumeria) или още Франджипани (Frangipani), е малък род, само от 7 – 8 вида с произход от тропична и субтропична Америка. Това са предимно листопадни храсти или малки дръвчета.

## Разпространение
Най-популярни са червената плумерия Plumeria rubra с цветове, вариращи от жълто до розово според сорта, P. pudica и P. obtusa, които са вечно зелени и цъфтят през зимата. Родът е от сем. Apocynaceae и това трябвада се има предвид, тъй като листата отделят бял, токсичен сок. Въпреки това, плумериите са разпространени в тропическите части по целия свят, тъй като са изключително красиви и божествено ароматни. В Хавай, цветето се използва за направата на традиционните леи огърлици. Обичаят повелява такива огърлици да се поднасят в дар като се поставят на крайбрежието, в ивицата на прибоя – по този начин се напомня че kamaaina /местните жители/ са както част от сушата, така и част от океана. Посетителите на острова също се даряват с леи, за да се завърнат отново в земния рай.
Плумериите са най-ароматни и съблазнителни през нощта, защото естественият им опрашител е вид нощна пеперуда. Измамена от силния аромат, пеперудата каца от цвят на цвят, но си остава само с празните надежди – всъщност цветовете не отделят нектар.

## Видове
- Plumeria alba
- Plumeria bracteata
- Plumeria clusioides
- Plumeria obtusa
- Plumeria pudica
- Plumeria rubra[1]

## Отглеждане
Растенията лесно могат да се отглеждат в контейнер, ако се спазват някои правила.
През зимния период, плумериите не трябва да се поливат изобщо. Поливането се започва през март, и веднага щом новият растеж стане видим, е необходимо веднъж седмично подхранване със Superthrive хормони. Първоначално поливането е много умерено, може дори през две седмици, а после, когато новите листа дръпнат, поливането е според нуждите на растенията, но трябва да се изчаква почвата хубаво да пресъхва.
Презимуването е най-добре да става в прохладни и добре проветрени помещения с температура не по-ниска от 12 градуса. Това може да е както тъмен гараж, така и оранжерия или дори слънчев перваз. Важното е растенията да бъдат добре засушени.

## Храна
През лятото и активния сезон, плумерията се нуждае от възможно най-много слънце и добро проветрение. Подхранването продължава веднъж седмично със Superthrive хормони, което спомага за образуване на цветовете. Други препарати, доказали ползата си при отглеждане на плумерия са вкоренителите; формулата тор 5-50-17, която по същество си обикновен тор с високо съдържание за фосфор за насърчаване на повече цъфтеж; магнезиев сулфат, в случай на пожълтяване на листата; и …… пчелен мед използва се в качеството му на естествено антибактериално средство при вкореняване на резници.
Предпочита глинест компост с pH 6.5, добре примесен с кори за добър дренаж. Пресаждането се прави веднъж годишно когато корените обхванат напълно саксията. Напада се предимно от акари и щитоносни въшки, като най-добрата превенция срещу тези вредители е веднъж седмичното измиване на листата със сапунена вода или просто честото им къпане с маркуча.